# ناحیه تانگیل
ناحیه تانگیل (به لاتین: Tangail District) یک ناحیه در بنگلادش است که در استان داکا واقع شده‌است.

## خصوصیات
ناحیه تانگیل ۳٬۴۱۴٫۲۸ کیلومترمربع مساحت و ۳٬۶۰۵٬۰۸۳ نفر جمعیت دارد.